# Petaluma (rivier)
De Petaluma is een rivier in de Amerikaanse staat Californië, die voor een groot deel door Sonoma en een klein deel door Marin County stroomt. Bij de monding in de noordwestelijke hoek van de San Pablo Bay wordt de rivier beïnvloed door het tij. De 29 kilometer lange rivier stroomt over het algemeen zuidoostwaarts door de gelijknamige plaats Petaluma, vanaf waar deze bevaarbaar wordt voor zo'n 16 kilometer.

## Geschiedenis
Het woord Petaluma is mogelijk afgeleid van de woorden pe'ta (vlak) en luma (achterkant) uit de taal van de Miwok. Dit verwijst naar het vlakke land achter Sonoma Mountain, waar de rivier ligt. De Miwok leefden meer dan 2500 jaar in Sonoma County en Petaluma was de naam van een dorpje op een lage heuvel, dat ten oosten lag van een beek en ten noordoosten van het huidige Petaluma.
De eerste gerapporteerde expeditie van de rivier werd ondernomen door Kapitein Fernando Quiros in de herfst van 1776. Terwijl de andere Spaanse ontdekkers in het gebied adobe en hout zochten voor het Presidio van San Francisco en de San Francisco de Asís-missie, probeerde Quiros zonder succes samen met zijn mannen van San Pablo Bay naar Bodega Bay te varen.

## Stroomgebied
De Petaluma is gelegen in het zuiden van Sonoma County en een voor klein deel in het noordoosten van Marin County en het stroomgebied beslaat een oppervlakte van 380 km². Het stroomgebied strekt zich in de lengte over ongeveer 31 kilometer uit en in de breedte ongeveer 21 kilometer.

### Verloop
Sonoma Mountain is met 700 meter de hoogste berg in het gebied en de westelijke uitlopers voeren water aan via enkele zijrivieren, als Lichau Creek, Lynch Creek, Washington Creek en Adobe Creek. Deze rivieren komen in Petaluma samen met de hoofdrivier. Het lager gelegen deel voorbij de stad stroomt door de Petaluma Marsh, het grootste zoutwater moeras van San Pablo Bay. Het moeras is zo'n 20 km² groot en wordt omgeven door 28 km² aan draslanden. 
Ten westen van Lakeville vloeit San Antonio Creek samen met de Petaluma en vanaf daar vormt de rivier de grens tussen Marin en Sonoma County. Nadat de rivier onder de SR 37 door stroomt, mondt hij uit in San Pablo Bay.

## Ecologie

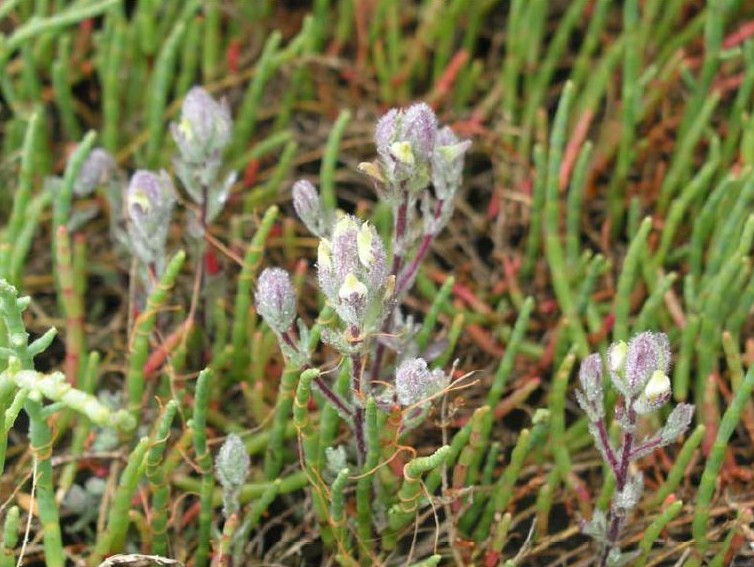
Cordylanthus mollis

Het gebied huisvest enkele bedreigde diersoorten waaronder de strandoogstmuis (Reithrodontomys raviventris), de slechtvalk (Falco peregrinus anatum), de klapperral (Rallus longirostris obsoletus) en de chinookzalm (Oncorhynchus tshawytscha). Daarnaast komt er ook een aantal bedreigde planten voor, zoals de Cordylanthus mollis, de Blennosperma bakeri, de Lasthenia burkei, de Trifolium amoenum en de Limnanthes vinculans.